# 하우스텐보스 (열차)

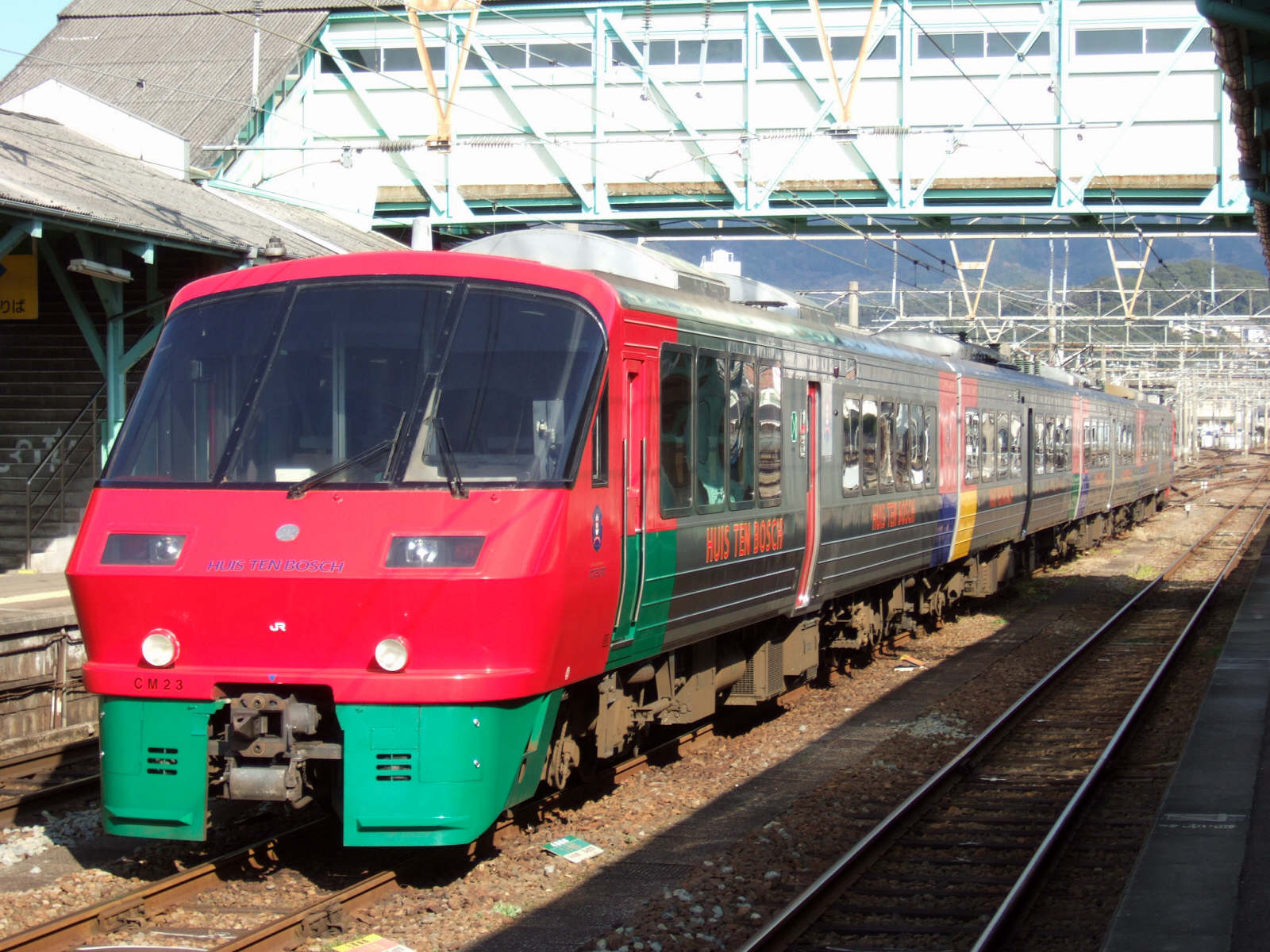

하우스텐보스(일본어: ハウステンボス)는 큐슈여객철도 (JR 규슈)가 하카타역 - 하우스텐보스 역 사이를 가고시마 · 나가사키 본선 · 사세보 선 · 오무라 선을 통해 운행하는 특급 열차이다.
본 절에서는 "하우스텐보스"의 전신에 해당, JR 규슈가 모지코　역 - 사세보역 사이를 가고시마 · 나가사키 본선 · 사세보 선을 통해 운행하고 임시 특급 "네덜란드 마을 특급"(네델란드 마을 특급)에 대해서도 기술한다.

## 요약
특급 "하우스텐보스"는 나가사키현 사세보시 하리오지마에 위치한 테마파크 · 하우스텐보스의 개업에 맞춰 접근 기차로 1992년 3월25일에 운전을 개시했다. 운전 개시 앞서 같은 해 3월10일에 하우스 텐보스에서 가장 가까운 역으로 하우스 텐보스 역이 개설되어 동시에 '하우스 텐보스'를 운행할 목적으로 하이키역 - 하우스 텐보스 역 사이의 1 구간 만 전기되었다. 오 무라 선에 노선 연장 우등 열차로서는 첫 특급 열차이다.

## 운행 개황
정기 열차는 4 왕복 (하행 3 · 5 · 13 · 15 호, 상행 12 · 14 · 22 · 24 호)에서 평일은 매일 운전의 임시 열차 취급의 1 왕복 (다운로드 9 호 위 20 호)을 포함 5 왕복 체제로 운영되고있다. 토요일 · 휴일이나 봄 · 여름 · 겨울 방학 기간은 8 - 10 왕복 증편된다.
운전 구간의 선로 용량의 형편 상, 운전 개시 이후 임시 열차의 일부를 제외하고는 하카타 역 - 하이키 역 사이는 사세보역 발착의 특급 「 미도리 」에 병결 하여 운행되고있다. 일부 열차는 하카타 역 - 히젠 야마구치 역 사이에서 ' 가모메 '도 병결하고 있었지만, 2011년 3월 12일의 다이어 개정을 갖고 "갈매기"와 병결 운전은 종료했다.
또한 임시 열차에 관해서는 평일에도 단체 전용 열차 로 운행될 수있다.
또한 2017년 11월 30일까지 5 왕복 운행 날에는 운행되지 않는 2 왕복 (하행 7 · 11 호, 상행 16 · 18 호)의 하이키 역 - 하우스 텐보스 역 사이의 수지를 사용하여이 구간에 셔틀 열차 「하우스 텐보스 릴레이 호」가 운행되고 있으며, 하이키 역에서 「미도리」2 왕복 (하행 7 · 11 호, 상행 16 · 18 호)과 연결되어 있었다. 차량은 「미도리」(하행 7 호, 상행 16 호)에 연결하는 열차는 기하 66 · 67 계 기동차 '미도리'(하행 11 호, 상행 18 호)에 연결하는 열차는 783 계 전동차를 갖게되어 한 [ 표창장 ] .
| 운행 일   | 운행 일            | 운행 갯수 | 내려               | 위                   |
| --------- | ------------------ | --------- | ------------------ | -------------------- |
| 정기 열차 | 매일 운전          | 4 왕복    | 3 · 5 · 13 · 15 호 | 12 · 14 · 22 · 24 호 |
| 임시 열차 | 매일 운전          | 1 왕복    | 9 호               | 20 호                |
| 임시 열차 | 토요일 · 휴일 운전 | 3 왕복    | 7 · 11 · 17 호     | 16 · 18 · 26 호      |
| 임시 열차 | 최대 성수기 운전   | 2 왕복    | 1 · 91 호          | 10 · 96 호           |
| 임시 열차 | 이벤트 개최일 운전 | 1 왕복    | 19 호              | 28 호                |

아래 표에 기록되어있는 열차 중 91 · 96 호 이외의 열차는 모두 「미도리」에 병결하여 운행된다. 호수는 '미도리'에 맞춰져 있기 때문에 "하우스 텐보스"의 호수는 결번이 발생하고있다.
또한 매년 1월1일 새벽에 운행되는 카운트 다운 이벤트 용 열차에는 "하우스텐보스카운트다운 호 '라는 또 다른 애칭이 주어진다.
열차 번호는 정기 열차는 호수 + 6000H 1 · 10 · 91 · 96 호 이외의 임시 열차는 호수 + 7000H 1 · 10 호는 호수 + 9000H, 91 · 96 호는 9033M · 9034M이다. 끝이 보통 전철 열차에 사용되는 "M"이 아닌 것이 특징이다.

### 정차역
하카타역 - 후 쓰카 이치 역 - 도스역 - 신토스 역 - ( 요시노가리코 엔 역 ) - 사가역 - 히젠야마구치 역 - 다케오온천 역 - 아리타역 - 하이키역 - 하우스텐보스 역
- 2015년 3월 14일부터 단독 운전이되는 하이키 역 - 하우스 텐보스 역 사이는 단독 운전 이 실시되고있다. 그러나 「미도리」에 병결되지 않는 열차는이 구간도 차장이 승무한다.
- 후 쓰카 이치 역은 임시의 91 · 96 호는 통과.
- 요시노가 리코 엔 역 5 · 20 호 정차.
- 이 밖에 다음 역에 임시 정차한다.
  - 간 자키 역 : 구년 암자 공개 기간 동안 일부 열차가 정차한다.
  - 벌룬 사가 역 : 사가 인터내셔널 벌룬 축제 기간 동안 일부 하행 열차가 정차한다.
  - 위 아리타 역 : 아리타 도자기 시장 기간 동안 일부 열차가 정차한다.

### 사용 차량 · 편성
미나미후쿠오카차량구 에 소속 된 783 계 전동차 (하이퍼 살롱)의 '하우스텐보스'에 4 량 편성이 충당되고있다. 전체 차량 가운데 승강구를 경계로 하우스 텐보스들의 A 실과 하카타 쪽의 B 룸으로 나누어 져 있으며, 역이나 차내에서 그렇게 소개되어있다.
1992년 3월의 운전 개시 시점은 485계 전동차 3 량 편성으로 운행하고 있었지만, 1 량 증결하여 4 량 편성으로 운행할 수 있었다 (기본 편성은 8 - 10 호차에서 증결 차량 은 증가한 10 호차로 운전). 1994년 3월부터 소정에서도 4 량 편성의 운행이 (7 - 10 호차 그러나 1995년 4월 19일까지는 기존의 3 량 편성으로 운행할 수 있었다) 동시에 외관이 지금까지의 빨간색 일색에서 빨강 파랑 노랑 초록 4 색을 이용한 블록 패턴에 바뀌었다. 485 계는 1993 년부터 1994 년까지 일부 열차를 제외하고 등차는 연결되지 않았다.
2000년 3월 11일에 전 열차 783 계에서 운행되고, 동시에 전 열차에 등차가 연결되었다. 또한 하카타 방법 선두 차 (당시 10 호차)의 쿠하 783 계 100 번대는 관통로가 형성되고, 지금까지 불가능했던 「미도리」라는 병결시 양 편성의 왕래가 가능하게 되었다. 2011년 3월 12일부터는 「갈매기」라는 병결 종료에 의해 호차 번호가 이전의 7 - 10 호차에서 1 - 4 호차로 변경되어있다.
한때 위 열차 사가 역 → 하카타 역 사이에서는 1 호차 B 실을 제외한 보통 차 지정석의 좌석에 자유석 특급 권에서 승차 가능 특례가 설치되어 있었지만, 2018년 3월 개정에서 폐지되었다.
이 밖에 임시 열차로 소정의 차량 이외를 사용하는 경우가 있다. 2000년 10월부터 11월까지 당시 81 · 82 호는 787 계 4 량 편성으로 운행되었다. 또한 1995 년과 1996 년에 「하우스 텐보스 제이알 젠 닛쿠 호텔 '의 개업 및 개업 1 주년을 기념하여 81 · 82 호에 「 소닉 」(당시는 「소닉 일륜 ")의 883 계 전동차가 충당 된 적도 있다. 또한, 883 계는 「소닉 일륜」→ 「소닉」이외의 열차에 사용된 것은 다이어 개정 전에 단기간 「 일륜 」에 충당 된 것을 제외하고는 2008년 3월14일 다이아몬드 개정까지 유례가 없었다.
덧붙여서 787 계와 883 계는 모두 「하우스 텐보스 81 · 82 호」의 운용이 일반 여객 열차로의 첫 사세보 선에서 운용되고있다. 하이키 역 - 사세보 역 사이에 관해서는 787 계는 2004 년에 「미도리」의 임시 열차에서 처음으로 일반 여객 열차의 운행, 2011 년부터는 정기 열차도 운행하고 있지만, 883 계는 현재까지 일반 여객 열차의 운행 실적은 없다.
또한 "하우스텐보스 카운트다운 호 '등 이벤트시에 운행되는 열차는 783 계 4 량 · 5 량 · 8 량 편성 중 하나에서 운행되는데, 8 량으로 운행하는 열차는 하우스텐보스 역 → 하이키 역 사이는 4 량 편성으로 운행된다.
2017년에는 조직의 리뉴얼이 실시되어 외관 도장 등 크게 변화 한 편성이 같은 해 3월18일부터 영업 운전을 개시했다.